# Pagadian
Pagadian est une ville de la province de Zamboanga del Sur, dans la région de la Péninsule de Zamboanga des Philippines. Elle est la capitale de ces 2 subdivisions. Elle est située sur l'île de Mindanao. La ville comptait 186 852 habitants en 2010.

## Barangays
Pagadian est divisée en 54 barangays.
- Alegria
- Balangasan
- Balintawak
- Baloyboan
- Banale
- Bogo
- Bomba
- Buenavista
- Bulatok
- Bulawan
- Camalig
- Dampalan
- Danlugan
- Dao
- Datagan
- Deborok
- Ditoray
- Dumagoc
- Gatas
- Gubac
- Gubang
- Kagawasan
- Kahayagan
- Kalasan
- Kawit
- La Suerte
- Lala
- Lapidian
- Lenienza
- Lison Valley
- Lourdes
- Lower Sibatang
- Lumad
- Lumbia
- Macasing
- Manga
- Muricay
- Napolan
- Palpalan
- Pedulonan
- Poloyagan
- San Francisco
- San Jose
- San Pedro
- Santa Lucia
- Santa Maria
- Santiago
- Santo Niño
- Tawagan Sur
- Tiguma
- Tuburan
- Tulangan
- Tulawas
- Upper Sibatang
- White Beach

## Démographie
| Année | Habitants | Évolution |
| ----- | --------- | --------- |
| 1995  | 125 182   | -         |
| 2000  | 142 515   | 13,85 %   |
| 2007  | 161 312   | 13,19 %   |
| 2010  | 186 852   | 15,83 %   |